# 켄 드레이크
켄 드레이크(Ken Drake, 1921년 11월 20일 ~ 1987년 1월 30일)는 미국의 배우이다.
이니드에서 태어났다.

## 출연 작품
- 그레이트 노스필드 미네소타 레이드 (1972년)
- 캐넌 목장 (1967년)

### 텔레비전
- 딜론 보안관 (1957-68)
- 보난자 (1960-69)
- 서부를 향해 달려라 (1967-68)
- 아이언사이드 (1970)